# Astral (Automarke)
Astral war eine britische Automobilmarke, die 1923–1924 von der Hertford Engineering Co. Ltd. in Barking (Essex) gebaut wurde.
Der Astral war ein sportlicher Tourenwagen mit wahlweise zwei oder vier Sitzplätzen. Der schnittige Wagen war mit einem Vierzylinder-Reihenmotor mit obenliegender Nockenwelle und einem Hubraum von 1.720 cm³ ausgestattet.

## Quelle
- David Culshaw & Peter Horrobin: The Complete Catalogue of British Cars 1895–1975. Veloce Publishing plc. Dorchester (1997). ISBN 1-874105-93-6